# La Rábida-i Szűzanya
A La Rábida-i Szűzanya avagy Csodás Szűz (Virgen de los Milagros, illetve Santa María de la Rábida) egy alabástromból készült, Szűz Máriát ábrázoló szobor, amely a La Rábida-i kolostorban, Palos de la Frontera városában található Huelva tartományban, Spanyolországban.

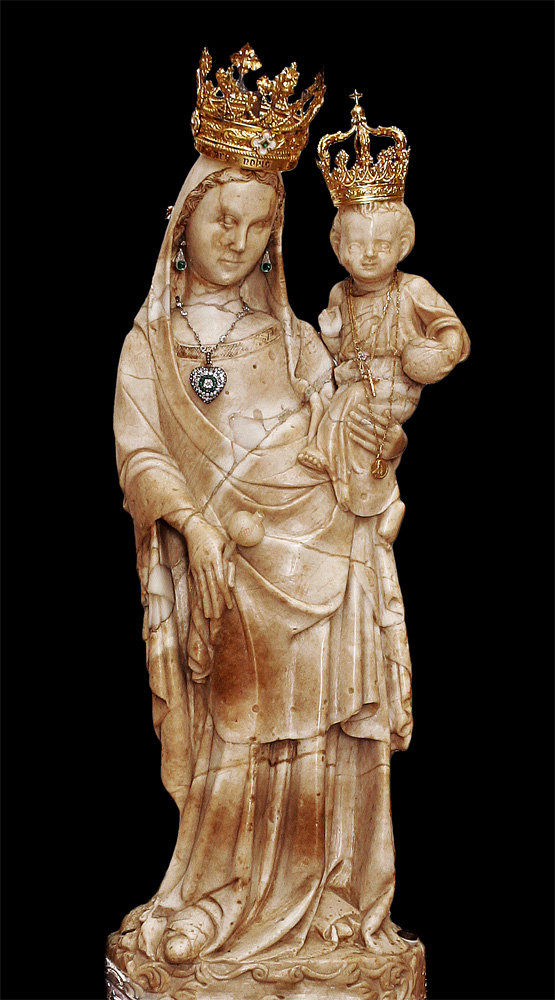
©Miguel Ángel fotója Csodás Szűz

## Története
A szobrot a XIII. században faragták gótikus stílusban, alabástromból. A szobor kivételes szereplője volt Amerika fölfedezésének, annyiban, hogy a legfontosabb felfedezők és hódítók e szobor előtt imádkoztak: Kolumbusz, Hernán Cortés, Francisco Pizarro. A ferences kolostorban és múzeumban még számos emléktárgyat őriznek Amerika felfedezésével kapcsolatban. A legelső fellelhető dokumentumokban a neve Santa Maria de la Rábida. A régi írások szerint sok imameghallgatás és csoda fűződik ehhez a szoborhoz, úgyhogy közkeletű neve Csodás Szűz lett.
Legendák is fűződnek hozzá (forrásuk Angel Ortega és Sebastian Garcia 1714-es kézirata). Ezek szerint Szent Lukács faragta volna, és 333-ban hozta egy Constantinus nevű líbiai hajós a jeruzsálemi Szent Makariosz püspöktől, mint ajándékot. Azért, hogy nehogy megszentségtelenítsék a szaracénok, a papok egy kinyilatkoztatás alapján a tengerbe „rejtették”. A legenda úgy folytatódik, hogy egy halász fogta ki hálójával a tengerből. Hamar elterjedt, hogy a szobor megvéd a járványtól és a kalózok támadásaitól. Bár ezek legendák, azért a restaurátorok találtak sót és tengeri üledéket a szobron, mintha bizonyos ideig a tengerben időzött volna.

## Ünnepségek, zarándoklatok
A védőszent ünnepét és a körmenetet mindig augusztus 2-án tartották, 1835-ig. 1993 június 14-én II. János Pál pápa megkoronázta a szobrot, és elnevezte Spanyolország és Amerika Anyjának. Templomot is elneveztek Buenos Airesben a szoborról: La Rábida-i Miasszonyunk.